# Indonesië op de Olympische Zomerspelen 1960
Indonesië nam deel aan de Olympische Zomerspelen 1960 in Rome, Italië. Ook op de derde olympische deelname won het geen medailles.

## Deelnemers en resultaten
(m) = mannen, (v) = vrouwen 

### Atletiek
| Olympiër       | Discipline | Resultaat | Prestatie            |
| -------------- | ---------- | --------- | -------------------- |
| Johannes Gosal | 100m (m)   | 32e       | serie 8: 4de in 10,9 |

### Boksen
| Olympiër      | Discipline | Resultaat | Prestatie                           |
| ------------- | ---------- | --------- | ----------------------------------- |
| Salek Mahju   | -51kg (m)  | 17e       | 1ste ronde: V van GBR Lee: 0-5      |
| Oei Hok Tiang | -54kg (m)  | 17e       | 1ste ronde: V van AUT Weiss: 0-5    |
| Johnny Bolang | -60kg (m)  | 33e       | 1ste ronde: V van ITA Lopopolo: 0-5 |

### Gewichtheffen
| Olympiër       | Discipline | Resultaat | Prestatie                                                                          |
| -------------- | ---------- | --------- | ---------------------------------------------------------------------------------- |
| Tan Tjoe Gwat  | -56kg (m)  | 17e       | drukken: 16de met 85kg trekken: 10de met 90kg stoten: 16de met 115kg totaal: 285kg |
| Asber Nasution | -56kg (m)  | DNF       | drukken: geen geldige poging                                                       |

### Schermen
| Olympiër          | Discipline | Resultaat | Prestatie                                   |
| ----------------- | ---------- | --------- | ------------------------------------------- |
| Andreas Soeratman | degen (m)  | 61e       | 1ste ronde groep I: 6de met 1 overwinning   |
| Jushar Haschja    | sabel (m)  | 37e       | 1ste ronde groep K: 4de met 2 overwinningen |
|                   |            |           |                                             |
| Sioe Gouw Pau     | floret (v) | 28e       | 1ste ronde groep I: 4de met 2 overwinningen |
| Zuus Undapp       | floret (v) | 46e       | 1ste ronde groep G: 6de met 0 overwinningen |

### Schietsport
| Olympiër              | Discipline      | Resultaat | Prestatie                                  |
| --------------------- | --------------- | --------- | ------------------------------------------ |
| Sanusi Tjokroadiredjo | 50m pistool (m) | 57e       | kwalificatie groep 1: 28ste met 328 putnen |

### Wielersport
| Olympiër                                             | Discipline         | Resultaat | Prestatie      |
| Weg                                                  | Weg                | Weg       | Weg            |
| ---------------------------------------------------- | ------------------ | --------- | -------------- |
| Hendrik Brocks                                       | wegwedstrijd (m)   | DNF       | niet gefinisht |
| Rusli Hamsjin                                        | wegwedstrijd (m)   | DNF       | niet gefinisht |
| Theo Polhaupessy                                     | wegwedstrijd (m)   | DNF       | niet gefinisht |
| Sanusi                                               | wegwedstrijd (m)   | DNF       | niet gefinisht |
| Hendrik Brocks Rusli Hamsjin Theo Polhaupessy Sanusi | ploegentijdrit (m) | 26e       | 2:34.29,98     |

### Zeilen
| Olympiër                                   | Discipline      | Resultaat | Prestatie                             |
| ------------------------------------------ | --------------- | --------- | ------------------------------------- |
| Lie Eng Soei Leopold Kalesaran             | flying dutchman | 28e       | 1041 punten: (26-DNF-27-25-23-DNF-26) |
| Ashari Danudirdjo Eri Sudewo Josef Muskita | draken klasse   | 26e       | 795 punten: (27-23-26-27-27-25-23)    |

### Zwemmen
| Olympiër       | Discipline           | Resultaat | Prestatie               |
| -------------- | -------------------- | --------- | ----------------------- |
| Achmad Dimyati | 100m vrije slag (m)  | 31e       | serie 2: 5de in 59,1    |
| Achmad Dimyati | 400m vrije slag (m)  | 34e       | serie 4: 5de in 4.54,0  |
| Achmad Dimyati | 1500m vrije slag (m) | 22e       | serie 4: 6de in 19.18,6 |

Afghanistan · Argentinië · Australië · Bahama's · België · Bermuda · Birma · Brazilië · Brits-Guiana · Bulgarije · Canada · Ceylon · Chili · Colombia · Cuba · Denemarken · Duits eenheidsteam · Ethiopië · Fiji · Filipijnen · Finland · Frankrijk · Ghana · Griekenland · Groot-Brittannië · Haïti · Hongarije · Hongkong · Ierland · IJsland · India · Indonesië · Irak · Iran · Israël · Italië · Japan · Joegoslavië · Kenia · Libanon · Liberia · Liechtenstein · Luxemburg · Malakka · Malta · Marokko · Mexico · Monaco · Nederland · Nederlandse Antillen · Nieuw-Zeeland · Nigeria · Noorwegen · Oeganda · Oostenrijk · Pakistan · Panama · Peru · Polen · Portugal · Puerto Rico · Roemenië · San Marino · Singapore · Soedan · Sovjet-Unie · Spanje · Suriname · Taiwan · Thailand · Tsjecho-Slowakije · Tunesië · Turkije · Uruguay · Venezuela · Verenigde Arabische Republiek · Verenigde Staten · Vietnam · West-Indische Federatie · Zuid-Afrika · Zuid-Korea · Zuid-Rhodesië · Zweden · Zwitserland